# Skalhamn
Skalhamn är en småort i Lyse socken i Lysekils kommun belägen norr om Lysekil.
I Skalhamn finns bland annat en camping, två badplatser, båtbryggor och en liten dansbana. I Skalhamn spelades delar av filmen Underbara älskade in. 

## Skalhamn på film
- Bohusläns äldsta studiecirkel ett besök i Skalhamns Folkets Hus. Lysekil: Fredh & Lipkin. 2000. Libris 8425468
- Sekelskiftesdansarna. Lysekil: Fredh & Lipkin. U???. Libris 8425991
- Underbara Älskade